# Marija Leonidowna Komissarowa
Marija Leonidowna Tschaadajewa (russisch Мария Леонидовна Чаадаева; geborene Marija Leonidowna Komissarowa, russisch Мария Леонидовна Комиссарова; * 5. September 1990 in Leningrad) ist eine russische Skicrosserin.

## Leben
Komissarowa begann ihre Karriere im Langlauf im Alter von sechs Jahren. 2010 wechselte sie vom Langlauf zum Skicross und gab am 17. Dezember 2011 in Innichen ihr Skicross-Weltcup-Debüt. Ein Vierteljahr später erreichte sie mit einem zweiten Platz beim Weltcup in Grindelwald ihren bislang größten Erfolg.
Komissarowa stand 2014 im Skicross-Team für die Olympischen Winterspiele 2014 in Sotschi. Sie stürzte am 15. Februar 2014 im Training und brach sich den zwölften Brustwirbel. Nach einer Notoperation in Krasnaja Poljana wurde sie nach München ausgeflogen und am 17. Februar 2014 im Klinikum der Universität operiert. Sie ist ab dem Bauchnabel abwärts querschnittsgelähmt.

## Persönliches
Komissarowa modelte im Vorfeld der Olympischen Spiele zusammen mit der gebürtigen Russin und für Australien startenden Short Trackerin Tatjana Borodulina und ihren russischen Landsfrauen, der Freestyle-Skierin Ekaterina Stolyarowa, den Curlerinnen Jekaterina Galkina, Olga Zyablikowa und Alexandra Saitowa, den Eishockeyspielerinnen Swetlana Kolmykowa und Anna Prugowa, der Skeleton-Läuferin Jelena Nikitina, der Eiskunstläuferin Ekaterina Bobrowa und der Skispringerin Irina Awwakumowa für den Lingerie-Hersteller S&M. Im November 2016 heiratete sie ihren langjährigen Lebensgefährten, den russischen Skicrosser Alexey Tschaadajew auf Teneriffa und nahm dessen Nachnamen an. Ein halbes Jahr später wurde das Paar am 15. April 2017 erstmals Eltern eines Sohnes.

## Externe Webseiten
- Freestyle Skiing - Ski Cross - Athlete: Maria KOMISSAROVA
- Marija Leonidowna Komissarowa in der Datenbank des Internationalen Skiverbands (englisch)

| Personendaten    | Personendaten                                                 |
| ---------------- | ------------------------------------------------------------- |
| NAME             | Komissarowa, Marija Leonidowna                                |
| ALTERNATIVNAMEN  | Комиссарова, Мария Леонидовна (russisch); Tschaadajewa, Maria |
| KURZBESCHREIBUNG | russische Freestyle-Skisportlerin                             |
| GEBURTSDATUM     | 5. September 1990                                             |
| GEBURTSORT       | Leningrad                                                     |